# Plectiscidea subtilicornis
Plectiscidea subtilicornis là một loài tò vò trong họ Ichneumonidae.